# Batracomorphus lunatus
Batracomorphus lunatus är en insektsart som beskrevs av Cai och He. Batracomorphus lunatus ingår i släktet Batracomorphus och familjen dvärgstritar. Inga underarter finns listade i Catalogue of Life.